# Ingen Ryūki
Ingen Ryūki, pseudonimo di Yǐnyuán Lóngqí (隱元隆琦T; Fuqing, 7 dicembre 1592 – Manpuku-ji, 19 maggio 1673), è stato un poeta e calligrafo cinese.
Noto come monaco buddista Linji Chan, fondò la scuola Zenbaku in Giappone.

## Biografia
Ingen nacque il 7 dicembre 1592 a Fuqing, Fujian, durante la dinastia Ming cinese. Il padre di Ingen è scomparso quando aveva cinque anni. A vent'anni, mentre lo cercava, Ingen arrivò sul monte Putuo nella provincia di Hejiang, dove servì il tè ai monaci. All'età di 28 anni, dopo la morte di sua madre, fu ordinato monaco nel tempio della sua famiglia: Tempio Wanfu, Monte Huangbo, Fujian. Gli insegnanti di Ingen erano Miyun Yuanwu e Feiyin Tongrong. Nel 1633 ricevette da quest'ultimo la trasmissione del Dharma e nel 1637 adempì il suo primo mandato come abate. Il suo secondo mandato come 33 ° abate del tempio iniziò nel 1646 e in questo momento gli viene attribuito il merito di aver aiutato il Monte Huangbo a diventare un fiorente centro buddista.
Nel 1654, dopo ripetute richieste del monaco cinese Itsunen Shoyu, Ingen si recò a Nagasaki, in Giappone, all'età di 63 anni con circa 30 monaci e artigiani, incluso il suo discepolo Muyan. Ha fondato la scuola Ōbaku dello Zen. Ha vissuto prima a Kōfuku-ji e poi a Sōfuku-ji.
Dopo un'udienza con lo Shōgun Tokugawa Ietsuna, i Bakufu gli permisero nel 1658 di restaurare un tempio del liceo Rinzai-shū Genjū-ha (幻住派) a Uji, vicino a Kyoto. Per questo, il tempio ha ricevuto una base di terra e 4000 koku. In seguito divenne il tempio principale del Ōbaku-shū: il Mampuku-ji, la cui struttura di base fu completata nel 1662. Prende il nome dal modello del suo tempio cinese, così come il Monte Mountbaku-san, che è scritto con il stessi personaggi di Huang-po. Mu-an lo seguì come abate. La sua reputazione di insegnante lo aveva preceduto, quindi presto iniziarono a comparire diversi studenti.
Ha fondato il principale tempio Ōbaku Manpuku-ji a Uji, Kyoto nel 1661.

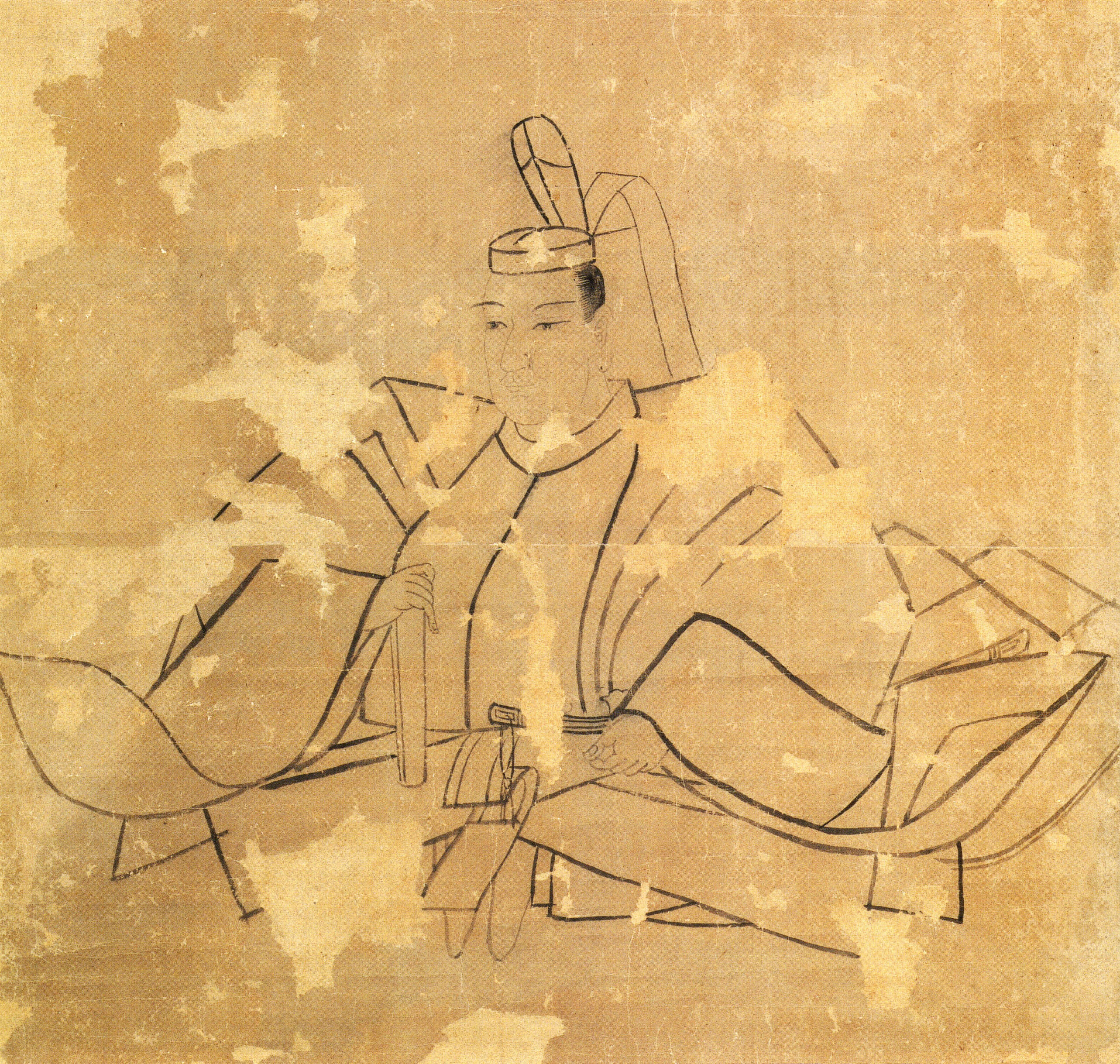
Shogun Tokugawa Ietsuna (dal 1651 al 1680)

Il 21 maggio 1673 (Enpō 1, il quinto giorno del quarto mese), morì a Mampuku-ji. Gli fu assegnata postuma la designazione Daikō ōshō kokushi.

## Calligrafia
Ingen era un abile calligrafo che ha introdotto lo stile di calligrafia Ming in Giappone. La calligrafia Yin-Yüan è caratterizzata da uno stile potente con curve forti. Insieme ai suoi discepoli Muyan e Sokuhi Nyoitsu, era uno degli Ōbaku no Sanpitsu ("Tre pennelli di Ōbaku"). È noto che portò con sé i dipinti di Chen Xian in Giappone.

## Opera selezionata
Gli scritti pubblicati da Ingen comprendono 35 opere in 46 pubblicazioni in 4 lingue e 226 biblioteche.

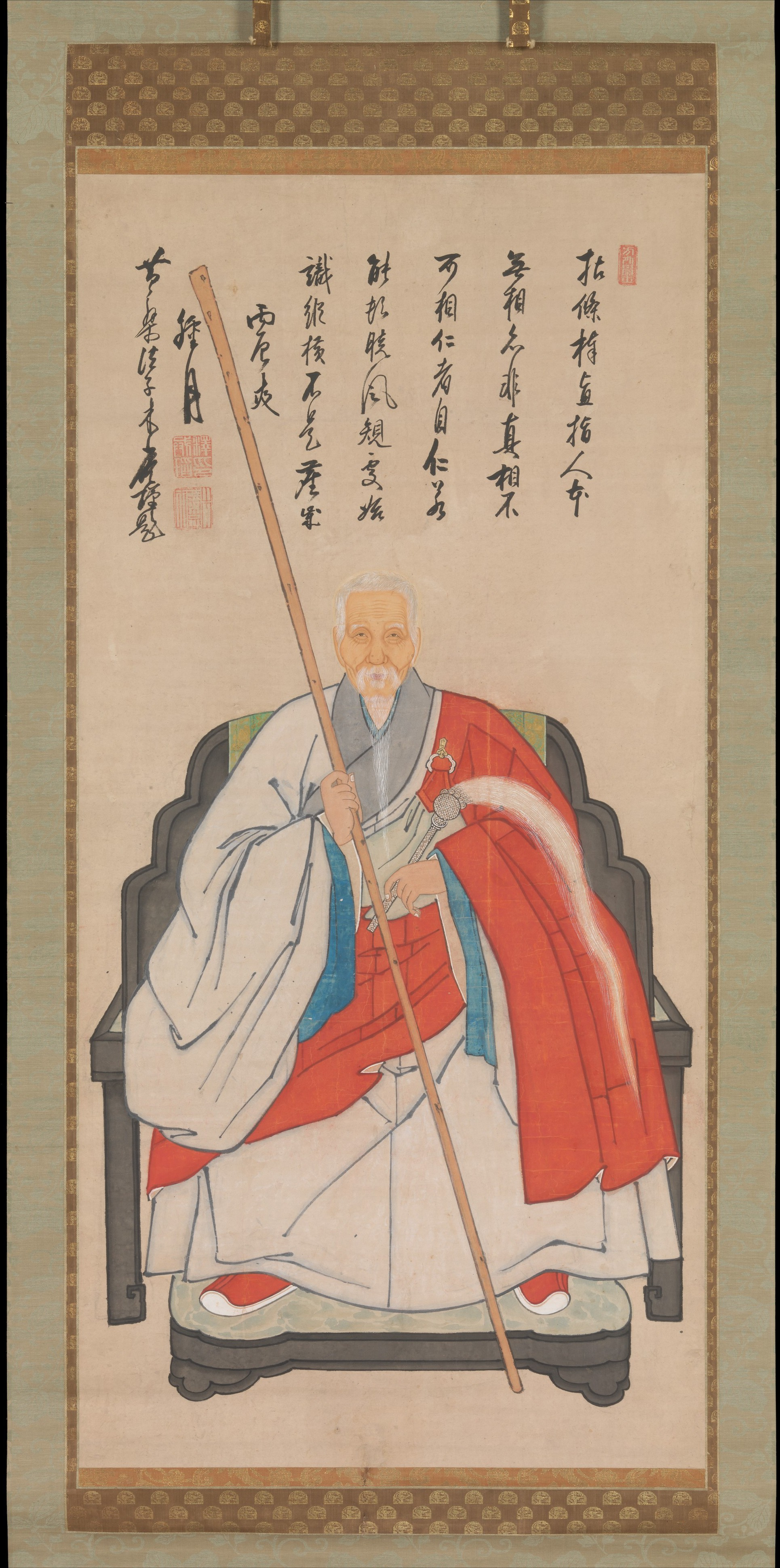
Ingen Ryuki

1979 - Opere complete di Ingen (新纂校訂 隱元全集, Shinsan kōtei Ingen zenshū, OCLC 019817244)